# Advances in Mass Spectrometry
Advances in Mass Spectrometry è una serie di libri scientifici periodici con cadenza triennale riguardanti la spettrometria di massa, basati sui contributi della conferenza triennale International Mass Spectrometry Conference (IMSC).

## Conferenze
1. 1958  Londra (41 lavori)
2. 1961  Oxford (44)
3. 1964  Parigi (72)
4. 1967  Berlino (83)
5. 1970  Bruxelles (141)
6. 1973  Edimburgo (124)
7. 1976  Firenze (277)
8. 1979  Oslo (ca. 250)
9. 1982  Vienna (ca. 420)
10. 1985  Swansea (ca. 590)[1]
11. 1988  Bordeaux (ca. 588)[2]
12. 1991  Amsterdam (ca. 830)[3]
13. 1994  Budapest (ca. 740)
14. 1997  Tampere (ca. 700)
15. 2000  Barcellona (729)
16. 2003  Edimburgo[4]
17. 2006  Praga[5]
18. 2009  Brema
19. 2012  Kyoto programmato
20. 2014  Ginevra programmato